# Antonina graminis
Antonina graminis är en insektsart som först beskrevs av William Miles Maskell 1897. 
Antonina graminis ingår i släktet Antonina och familjen ullsköldlöss. Inga underarter finns listade i Catalogue of Life.